# Зіта і Гіта (фільм)
«Зіта і Гіта» — (оригінальна назва:Seeta Aur Geeta, гінді सीता और गीता, урду سیتا اور گیتا) — кінофільм, знятий у Боллівуді, вийшов у прокат 1972 року. Фільм мав велику популярність у СРСР. Історія про двох сестер-близнючок, розлучених у ранньому дитинстві.

## Сюжет
В одну з дощових ночей народжуються дві дівчинки-близнючки, яких одразу ж розлучають. Минає багато часу. Одна з сестер — Зіта — весь час гарує за трьох: на тітку, на дядька і на двоюрідну сестру. Тітка після смерті її батьків зробила з неї «попелюшку».
Інша, Гіта — живе з названою матір'ю, що таємно забрала її в матері відразу після пологів. Гіта виступає на публіці разом з авантюристом Ракою та хлопчиком Чино. Вони обидві й не уявляють, що станеться, коли вони нарешті зустрінуться.

## У ролях
- Хема Маліні — Зіта / Гіта;
- Дхармендра Деол, в титрах як Дхармендра- Рака;
- Санджів Кумар — Раві;
- Манорама — тітонька Каушалья.

## Рімейки
- Шахрайка (Chaalbaaz, 1989), у головній ролі: Шрідеві
- Кішан і Канхайя (Kishen Kanhaiya, 1990), у головній ролі:Аніл Капур